# Ústí u Humpolce
Ústí, bis 1921: Oustí (deutsch Austie) ist eine Gemeinde in Tschechien. Sie liegt 15 Kilometer nordwestlich von Jihlava und gehört zum Okres Jihlava.

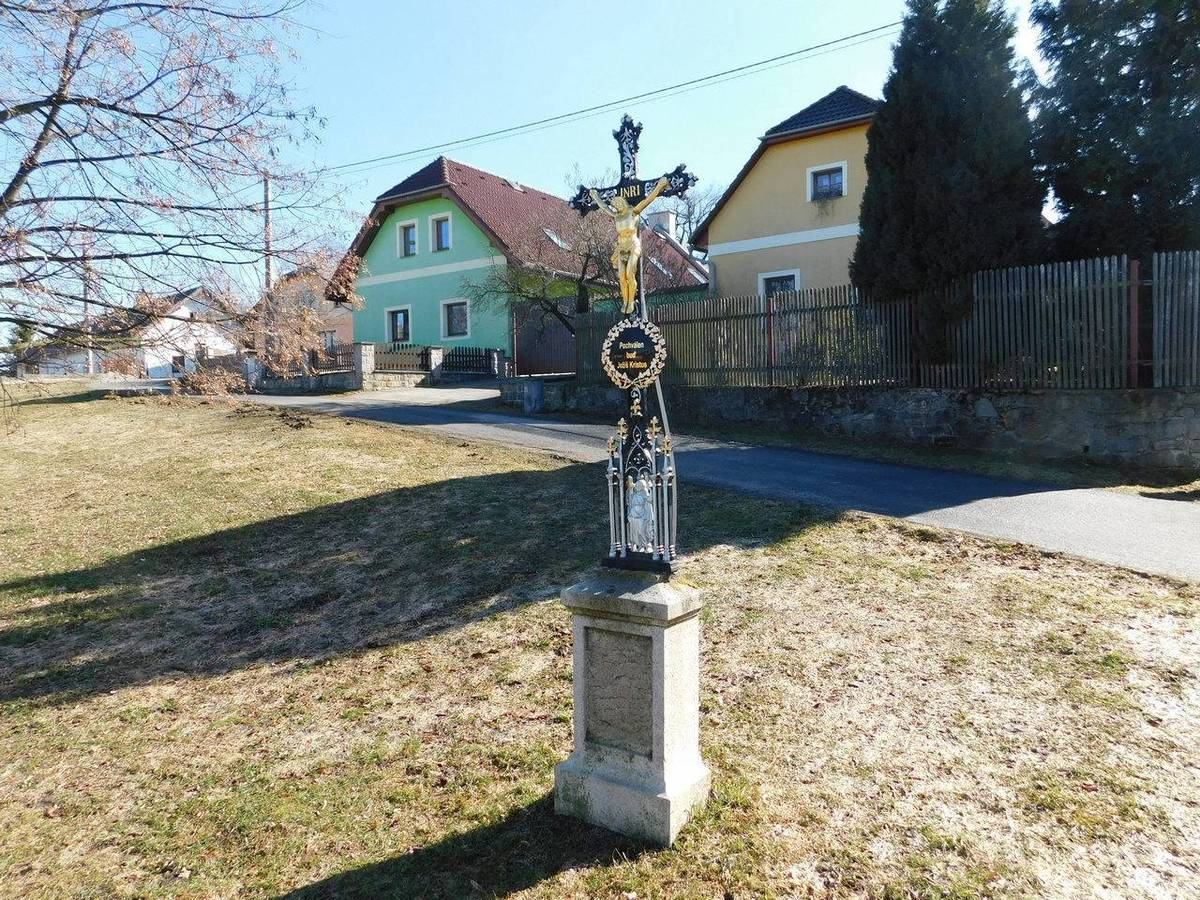
Kreuz am Dorfplatz

## Geographie
Ústí befindet sich in der Křemešnická vrchovina, einem Teil der Böhmisch-Mährischen Höhe. Das Dorf liegt rechtsseitig des Hejnický potok auf dem Hügel Panský kopec. Westlich erheben sich der Bojanov (665 m) und Novákovsko (610 m), südlich der Čihadlo (664 m) sowie im Osten der Strážník (713 m).
Nachbarorte sind Krasoňov, Němeček und Hejště im Norden, Pavlov u Herálce im Nordosten, Kalhov im Osten, Branišov und Šimanov im Südosten, Zbilidy im Süden, Dudín und Buková im Südwesten, Mysletín im Westen sowie Staré Bříště im Nordwesten.

## Geschichte
Die erste urkundliche der Erwähnung des Ortes erfolgte 1272 im Zuge des Verkaufs der Bergrechte an den Silberbergwerken von Oustí an die Stadt Iglau. Im Jahre 1415 wurde der Ort als Teil der Herrschaft Windig Jenikau erwähnt. 1453 gehörte das Dorf Nikolaus Trčka von Lípa, im darauf folgenden Jahre erbte dessen Sohn Burian die Herrschaft. 1601 verkauften die Trčka von Lípa den Besitz an Matthias Stubegg Ritter von Königstein (Matyáš Štubík z Königštejna). 1619 wurde Magdalena Trčka von Lobkowitz Besitzerin des Dorfes. Während des Dreißigjährigen Krieges wurde Oustí von Windig Jenikau abgetrennt und gehörte ab 1635 zusammen mit Mysletín, Šimanov, Buková, Vorlovi und dem Hof Hejště zur Herrschaft Branišov. Bis 1770 wuchs Branišov zum tatsächlichen Zentrum der Herrschaft an, in dieser Zeit entstanden die Kirche und das Pfarrhaus. Nach dem Edikt Josephs II. von 1775, wonach in jedem Dorf, das keine Kirche besaß, eine Kapelle zu errichten war, entstand die Dorfkapelle von Oustí.
Der Name des Dorfes wurde 1921 in Ústí geändert. Rechtsgrundlage dafür war die am 14. April 1920 von der tschechoslowakischen Regierung angeordnete Überprüfung sämtlicher Ortsnamen im Lande.

## Gemeindegliederung
Die Gemeinde Ústí besteht aus den Ortsteilen Branišov (Branschau) und Ústí (Austie), den Siedlungen Němeček (Nemecek) und Hejště (Hejst) sowie mehreren Einödhöfen.

## Sehenswürdigkeiten
- Kirche St. Wenzel in Branišov, erbaut 1749–1751
- Kapelle in Ústí, erbaut um 1775